# Plagne Villages
Plagne Villages is een skidorp in het Franse wintersportgebied La Plagne, deel van Paradiski. Het bevindt zich tussen 2000 en 2120 meter boven zeeniveau op het grondgebied van de gemeente La Plagne Tarentaise in het departement Savoie. Ten noorden ervan ligt Plagne Soleil en ten westen Plagne Centre. Plagne Villages opende in 1971/72 als derde skidorp van La Plagne, na Plagne Centre en Plagne Aime 2000. Het dorp werd vormgegeven als een slingerend lint van appartementsgebouwen van vier hoog, in moderne interpretaties van de chaletstijl.